# Eduardo Brás Neto Almeida
Eduardo Brás Neto Almeida (Formiga, 19 de maio de 1950) é um advogado e político brasileiro do estado de Minas Gerais.

## Biografia
Foi vice-prefeito do município de Formiga de 1977/1982; Prefeito Municipal de Formiga no mandato de 1983/1988, deputado estadual em Minas Gerais na 12ª legislatura (1991 a 1995) pelo PSDB, suplente de Deputado Federal, novamente Prefeito Municipal de Formiga no mandato de 1997/2000. Em 2012 foi novamente eleito vice-prefeito de Formiga, tendo assumido o mandato de Prefeito Municipal durante o período de 05/09/2016 a 31/12/2016, após o afastamento judicial do titular do cargo. Foi fundador e membro atuante do PSDB, porém, por não concordar com os rumos em que algumas lideranças mineiras têm levado o partido, em 30/03/2017 se desfiliou e, atualmente, está sem qualquer filiação partidária.